# Садиба Лизогубів (Чернігів)
Чернігівська Садиба Лизогубів — колишня садиба Лизогубів у місті Чернігові.
Садиба була споруджена на початку XVIII століття з північного боку Глухівського шляху в місцевості за річкою Стрижнем. Розташовувалась за сучасною адресою — вул. Олександра Молодчого (раніше Східночеська), 1.
Складалася з головного будинку, флігеля, кам'яниці та саду. Головний будинок був зведений не пізніше кінця XVIII століття. Був дерев'яним, П-подібним у плані, одноповерховим. Головний фасад — семетричний, з двома фронтонами по боках. 
У XIX столітті в А. І. Лизогуба не раз бував великий поет Тарас Шевченко.
У будинку також жив учасник народницького руху Дмитро Андрійович Лизогуб.
У 1987 році споруди садиби Лизогубів у Чернігові були розібрані. 

## Джерело
- Лизогубів садиба // Чернігівщина:Енциклопедичний довідник, К.: УРЕ і м. М. П. Бажана, 1990. — с. 401